# Знаменский, Иван Степанович
Иван Степанович Знаменский (1853 — 23 августа 1882, Казань) — православный богослов, исследователь текстов Священного Писания, автор публикаций по систематизации статей Ветхого и Нового Заветов, восточной апологетике и истории русской церкви в XVIII веке.

## Биография
Родился в 1853 году в семье потомственных церковнослужителей.
Учился в Нижегородской духовной семинарии, которую окончил в 1874 году по первому разряду, что давало право продолжать образование в духовной академии.
В 1878 году кандидатом богословия «с правом на получение степени магистра без нового устного испытания» закончил Казанскую духовную академию. Выпускную работу написал на тему «Книга святого пророка Ионы».
В 1878—1880 годы преподавал в Полтавской духовной семинарии.
В 1880—1882 годах занимал должность помощника инспектора Казанской духовной академии. В сфере профессиональных научных интересов И. С. Знаменского были изыскания по истории православного духовенства России XVIII века, исследования и систематизация текстов пророческих книг Священного писания, обобщение христологических представлений раннехристианских философов-богословов.
И. С. Знаменский умер 23 августа 1882 года в Казани. Был похоронен на казанском православном Арском кладбище. Могила не сохранилась.

## Публикации

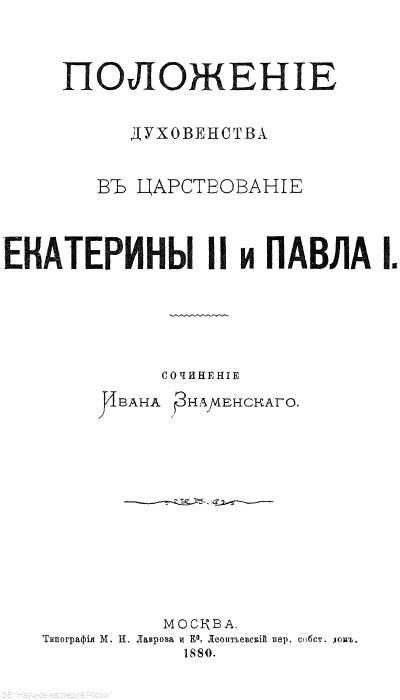
Титульный лист книги И. С. Знаменского
1880 год

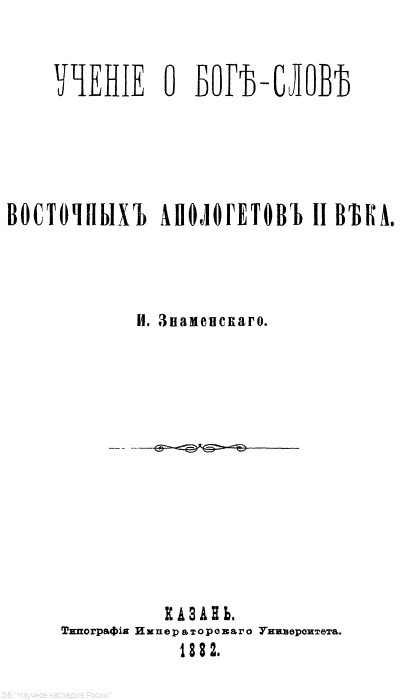
Титульный лист книги И. С. Знаменского
1882 год

За короткий период научно-богословской деятельности (1878—1882 годы) И. С. Знаменский успел написать и опубликовать работы:
- Положение духовенства в царствование Екатерины II и Павла I — М.: Тип. М. Н. Лаврова и К°, 1880, 186 с.[5]
- Систематический указатель статей, находящихся в разных духовных журналах и епархиальных ведомостях, по предмету Св. Писания Ветхого и Нового Завета: в 2 ч. (вып. 1—6) — Полтава; Казань, 1879—1889[6].

Выпуск 1: Книга Бытия. Исход. Левит. Книга Чисел. Второзаконие (1879, 184 с.) и выпуск 2: Исторические книги Ветхого Завета. Прибавление: О евреях от конца ветхозаветной истории до настоящего времени (1880, 134 с.) вышли в приложении к «Полтавским. Епархиальным Ведомостям».
Выпуск 3: Учительные книги Ветхого Завета (1882, 120 с.) и выпуск 4: Пророческие книги Ветхого Завета. Заключение к Ветхому Завету (1882, 116 с.)— в приложении к «Известиям по Казанской епархии».
Выпуск 5: Введение к изучению Новозаветного Священного Писания. Евангелия от Матфея, Марка, Луки, Иоанна (1889,167 с.) и выпуск 6: Деяния Святых Апостолов. Послания. Апокалипсис (1889, 121 с.) — уже после смерти автора в приложении к издаваемому Казанской духовной академией «Православному собеседнику»
- Учение о Боге-Слове у восточных апологетов II века — Казань: Тип. Императорского университета, 1882, 63 с.

В этой работе И. С. Знаменский представил картину формирования взглядов и христианского учения о воплощении Бога-Слова апологетами II века Иустином Философом, Татианом, Афинагором, Феофилом Антиохийским, «положившим начало научному развитию христианских истин».

Знаменский И.С. Положение духовенства в царствование Екатерины II и Павла I

Знаменский И.С. Учение о Боге-Слове у восточных апологетов II века